# روباه‌تباران
روباه‌تباران (به لاتین: Vulpini) یک طبقه آرایه‌شناختی است که نشان‌دهنده تبار روباه‌ها مانند زیرخانواده سگیان است و تبار خواهری سگ‌مانندها (سگ‌تباران) است.

## آرایه‌شناسی
آرایه‌شناسی گوشت‌خواران به‌طور کلی و Canidae به‌طور خاص با ویژگی‌های شناسایی مختلف دندانی و قاعده جمجمه همبستگی دارد.